# Provincia Ardahan
Provincia Ardahan este o provincie a Turciei cu o suprafață de 5,661 km², localizată în partea de nord est a țării, la granița cu Georgia.